# Umma – Anyám szelleme
Az Umma – Anyám szelleme (eredeti cím: Umma, koreaiaul: 엄마) 2022-es amerikai természetfeletti horrorfilm Iris K. Shim rendezésében. A film írója Shim, producere pedig Sam Raimi. A főszerepben Sandra Oh, Fivel Stewart, MeeWha Alana Lee, Tom Yi, Odeya Rush és Dermot Mulroney látható. A filmet 2022. március 18-án mutatta be a Sony Pictures Releasing. A kritikusoktól vegyes véleményeket kapott: Oh színészi játékát pozitívan értékelték, de a közhelyes cselekményt, a forgatókönyvet és a feszültség hiányát kritizálták.

## Rövid történet
Egy egyedülálló anyát, aki a lányával él egy farmon, egy napon az anyja szelleme kezdi kísérteni.

## Cselekmény
A koreai bevándorló Amanda és magántanuló lánya, Chrissy „Chris” egy vidéki farmon élnek, méheket szaporítanak, mézet árulnak, csirkéket nevelnek, és modern technológia nélkül élnek, mivel Amanda „allergiás reakciót” mutat az elektronikára és az elektromosságra. Felzaklatja, amikor megtudja, hogy Chrissy el akarja hagyni a farmot, hogy főiskolára mehessen. Amikor Amanda egy bőröndben megkapja nemrég elhunyt elhidegült édesanyja (akit Ummának hívott) hamvait a Koreából látogató nagybátyjától, szembesül bántalmazó gyermekkorának emlékeivel.
Umma egyedül nevelte Amandát az Amerikai Egyesült Államokban, nem tudott angolul, és olyanok vették körül, akik nem értették és nem gyakorolták a kultúráját. Kiderül, hogy Amanda kitalálta az elektronikára való „allergiáját”, miután Umma büntetésből többször is elektrosokkolta. Amikor Amanda megszakította a kapcsolatot az édesanyjával, egyben megszakította a koreai örökségét is, beleértve a családnevének használatát. Amikor a nagybátyja elment, megszégyenítette Amandát, amiért elhagyta saját anyját és örökségét, és amiért nem tanította Chrissyt a koreai nyelvre és kultúrára.

## Szereplők

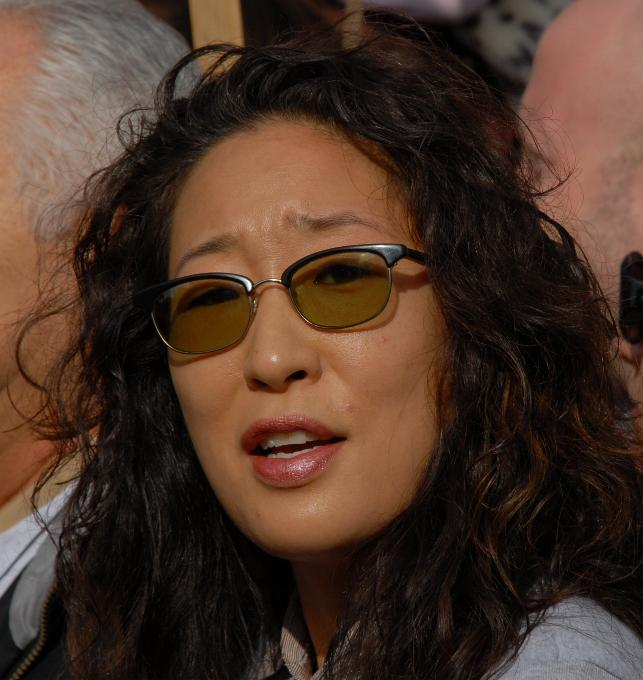
A vegyes kritikák ellenére Sandra Oh dicséretet kapott a filmben nyújtott alakításáért.

| Szerep              | Színész          | Magyar hang     |
| ------------------- | ---------------- | --------------- |
| Amanda              | Sandra Oh        | Németh Kriszta  |
| Chrissy “Chris”     | Fivel Stewart    | Pekár Adrienn   |
| Danny               | Dermot Mulroney  | Czvetkó Sándor  |
| River               | Odeya Rush       | Hermann Lilla   |
| Amanda anyja / Umma | MeeWha Alana Lee | eredeti nyelven |
| Amanda nagybácsija  | Tom Yi           | eredeti nyelven |

## A film készítése
2020 januárjában jelentették be, hogy Sandra Oh csatlakozott a filmhez, rendezője Iris K. Shim, producere pedig Sam Raimi lett a Raimi Productions égisze alatt. A forgatás eredetileg 2020 áprilisában kezdődött volna Vancouverben, de a COVID-19 világjárvány miatt leállították a gyártást. 2020 októberében Fivel Stewart, Dermot Mulroney, Odeya Rush, MeeWha Alana Lee és Tom Yi csatlakozott a film szereplőgárdájához, melynek producere a Stage 6 Films, forgalmazója pedig a Sony Pictures Releasing lett. A forgatás végül 2020. október 7-én kezdődött a kaliforniai Los Angelesben, és 2021 januárjában fejeződött be.

## Bemutató
A film 2022. március 18-án jelent meg. Világpremierjére a Los Angeles-i Koreatownban került sor 2022. március 15-én.
Médiakiadás
A film 2022. április 9-én jelent meg digitálisan, a Sony Pictures Home Entertainment pedig 2022. május 24-én adta ki DVD-n és Blu-rayen. A film 2022. július 16-án került fel a Netflixre az Egyesült Államokban.